# Carl-Friedrich Fischer (Architekt)
Carl-Friedrich Fischer (* 18. November 1909 in Kiel; † 23. August 2001 auf der Ostsee) war ein deutscher Architekt.

## Leben

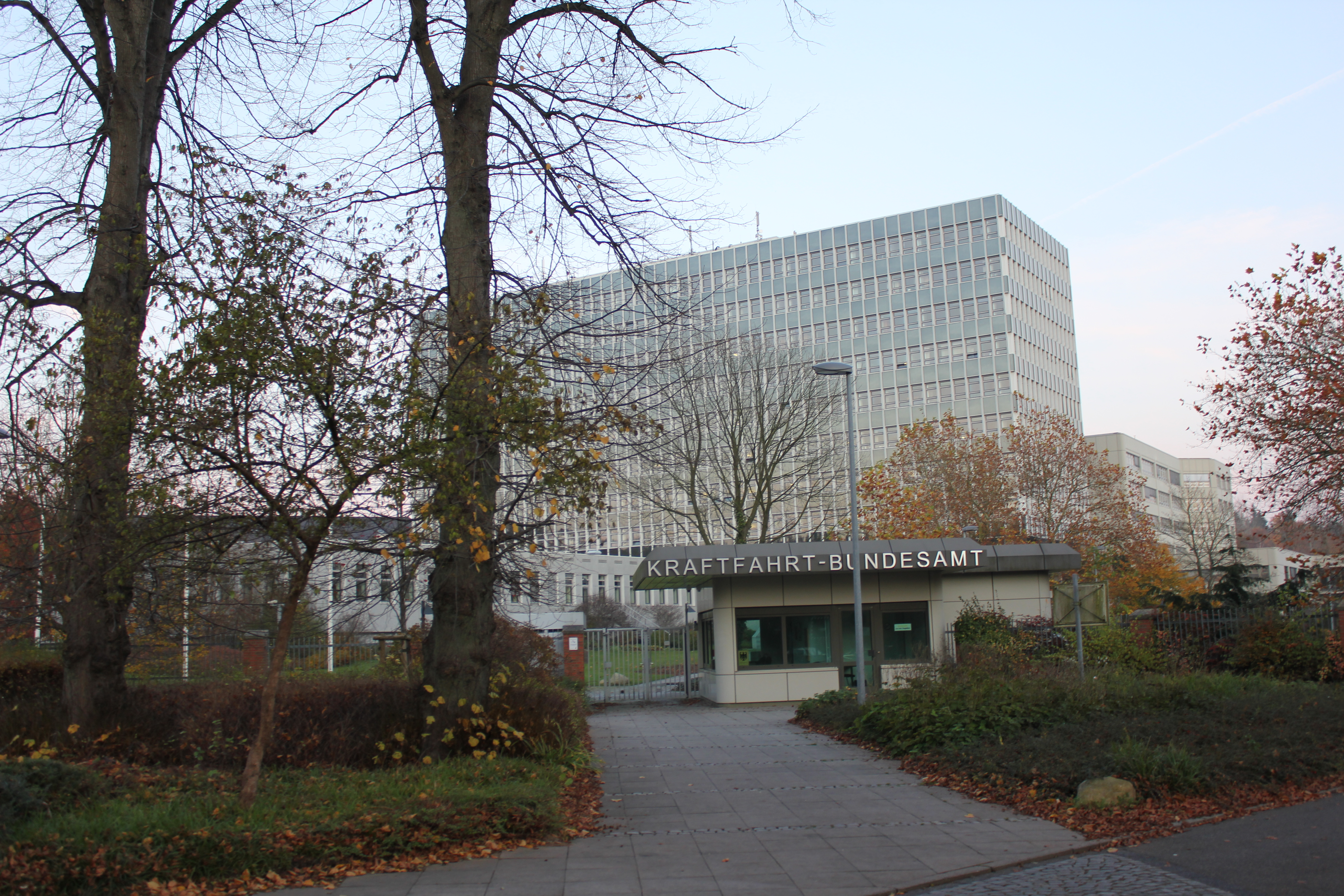
Das Kraftfahrt-Bundesamt in Flensburg-Mürwik, der wohl bedeutsamste Bau von Carl-Friedrich Fischer (Bild 2014)

Carl-Friedrich Fischer wurde 1909 in Kiel geboren. Nach seinem Abitur 1928 studierte er Architektur bei Heinrich Tessenow an der Technischen Hochschule Berlin und schloss sein Studium 1934 bei Friedrich Fischer an der Technischen Hochschule Hannover mit der Diplom-Hauptprüfung ab. Bereits 1930 wurde er in Hannover Mitglied des Corps Slesvico-Holsatia. Ab 1937 arbeitete er zunächst als Regierungsbaumeister (Assessor) unter Alfred Daiber bei der Baubehörde Hamburg mit dem er noch vor Konstanty Gutschow die Idee einer Hochbrücke über die Elbe entwickelte. Später war er für das Wohnungsunternehmen „Neues Hamburg“ tätig. Als Regierungsbaumeister in der Bauverwaltung der Luftwaffe entwarf er ab 1943 Flughäfen in Norwegen.
Ab 1947 arbeitete er als freiberuflicher Architekt in Hamburg und wurde Mitglied im Bund Deutscher Architekten. Mit Godber Nissen entwarf und baute er zwischen 1946 und 1956 zahlreiche deutsch-britische Begegnungsstätten. Zwischen 1956 und 1967 baute Fischer nach gewonnenen Wettbewerben u. a. das Rathaus und das Kraftfahrt-Bundesamt in Flensburg-Mürwik. In Partnerschaft mit Horst von Bassewitz entstanden zwischen 1967 und 1973 zahlreiche Verwaltungsgebäude, Industriebauten sowie Schulen und Wohngebäude. 1996 gründete er in Hamburg, Hannover und Tallinn (Estland) Stiftungen für humanes Wohnen.
Fischer starb 2001 auf einer Fähre nach Dänemark.

## Bauten und Entwürfe (Auswahl)
- 1956–1967: Kraftfahrt-Bundesamt und Rathaus, jeweils in Flensburg
- 1965: Iduna-Hochhaus („Millerntor-Hochhaus“) in Hamburg-St. Pauli

Das Gebäude wurde 1995 gesprengt, weil es wegen einer Asbest-Belastung angeblich nicht mehr zu sanieren war.
- „Astra-Turm“ für die Bavaria-Brauerei (Astra-Bier) in Hamburg-St. Pauli (zusammen mit Horst von Bassewitz)

Ein auf dünnem Sockel stehendes Hochhaus, das 2005 im Zuge der Neugestaltung des Brauereigeländes umgebaut werden sollte, dann aber abgerissen wurde, weil ein darunter liegendes Siel den Belastungen nicht standgehalten hätte. An der Stelle steht heute der Neue Astra-Turm, ein ähnlicher Bau.
- 1953–1954: Neubau des „Görtz-Palais“ in Hamburg (zusammen mit Godber Nissen) unter Restaurierung/Rekonstruktion der barocken Fassade nach Zerstörung im Zweiten Weltkrieg[3]
- 1972–1974: „Wohnquartier Hexenberg“ in Hamburg-St. Pauli zusammen mit dem Büro „Werner Kallmorgen“

sowie
- zahlreiche Verwaltungs-, Schul- und Wohnbauten, meist in Hamburg (zusammen mit Horst von Bassewitz)

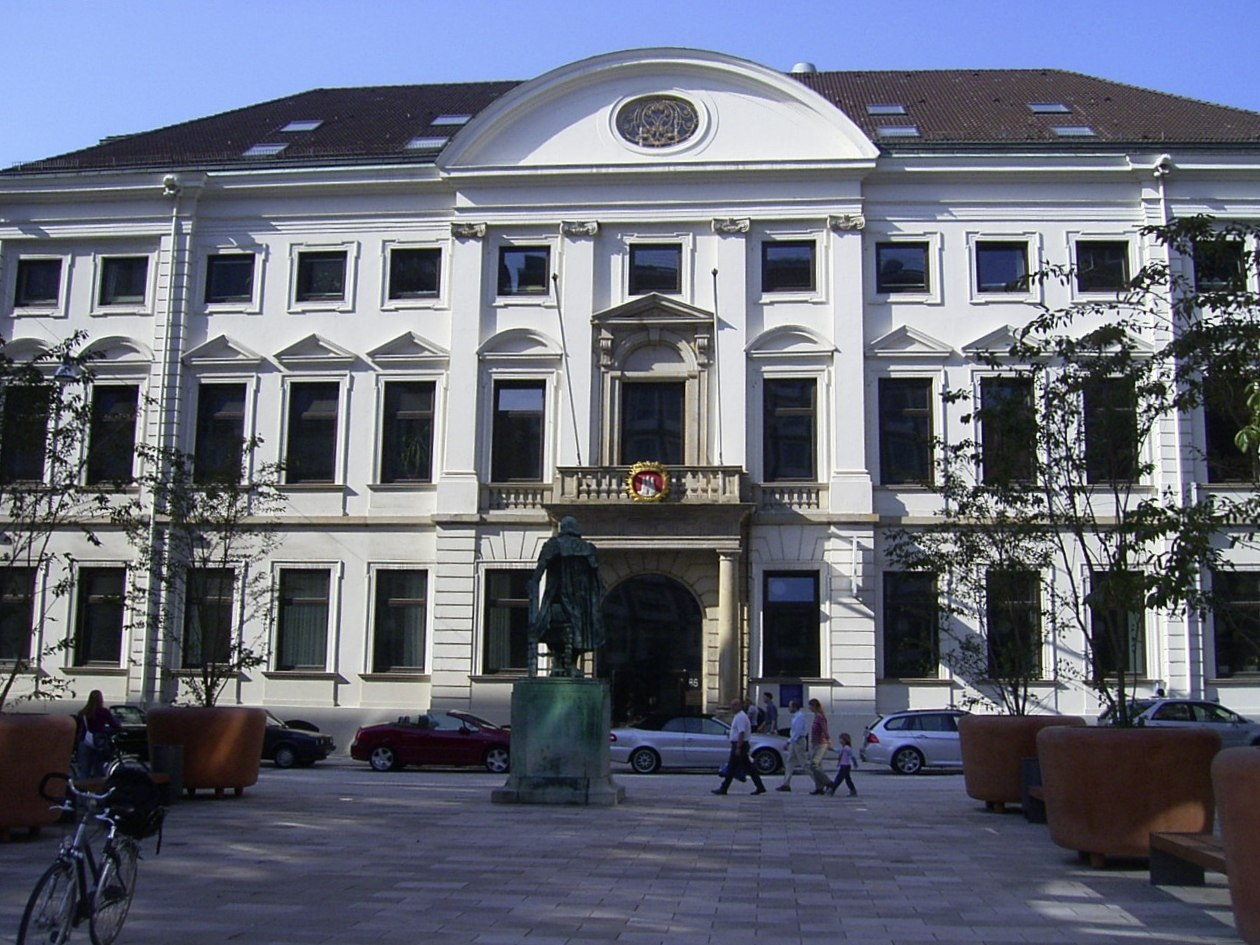
„Görtz-Palais“ in Hamburg
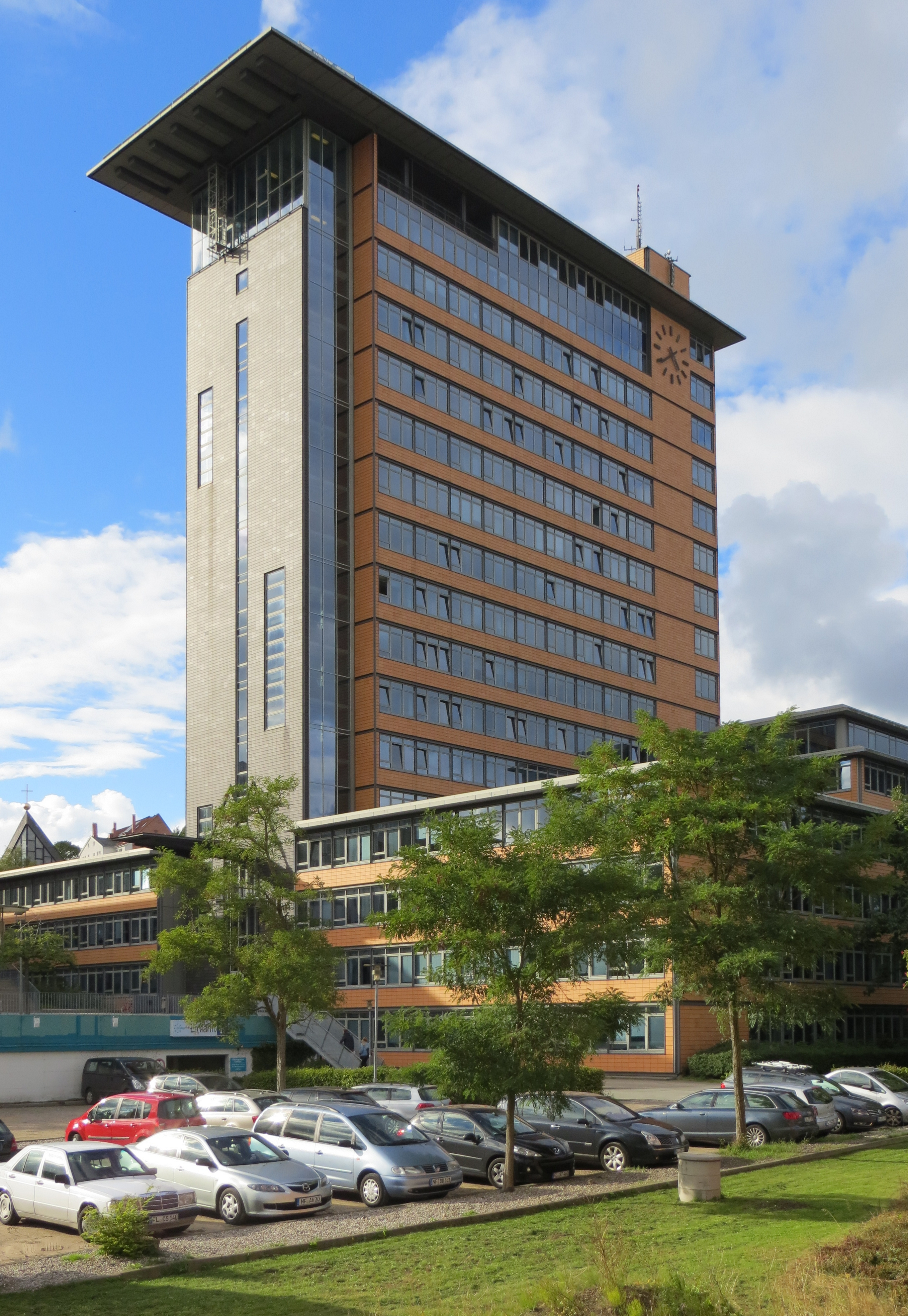
Flensburger Rathaus nach der Renovierung von 1996 (Foto 2013)
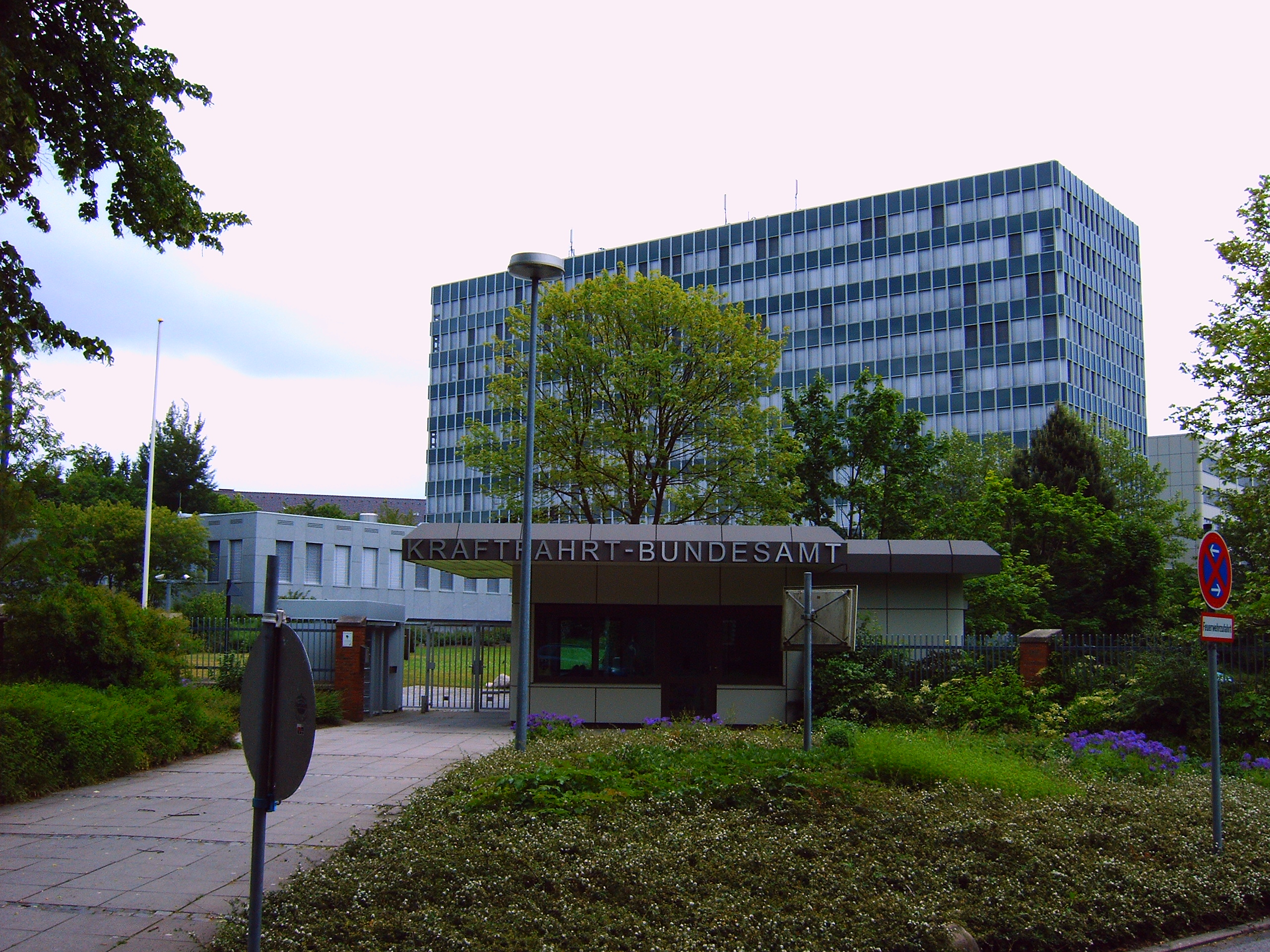
Kraftfahrtbundesamt in Flensburg

## Wirkung und Bewertung des Werks

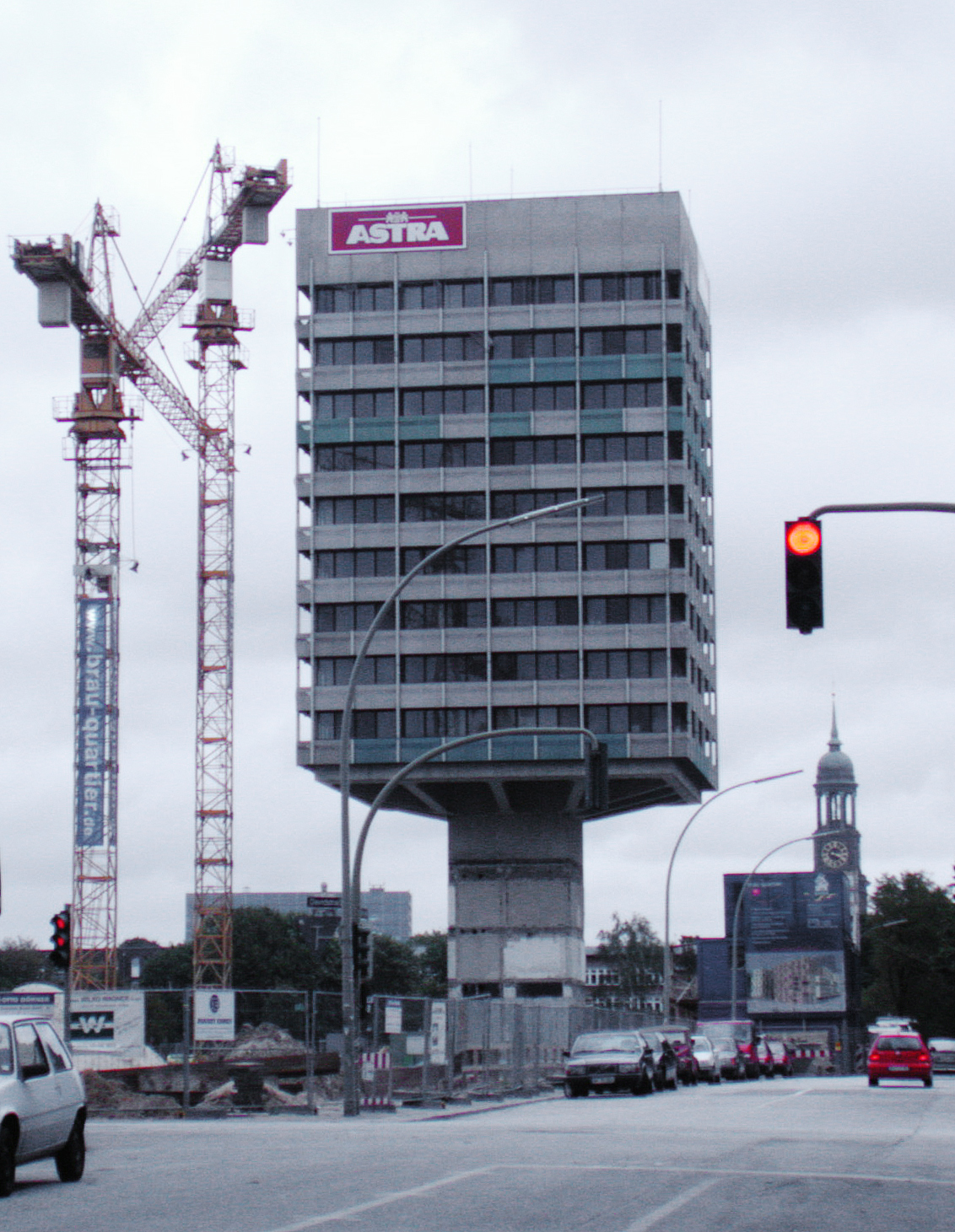
Astra-Turm (die unteren drei Geschosse waren bei der Erstellung der Aufnahme schon abgerissen)

Carl-Friedrich Fischers Bauten werden durch Einfachheit, strenge Geometrie und unmittelbare Erkennbarkeit der Funktion geprägt. Fischer nahm keinen Bezug auf die umgebende Stadtlandschaft, sondern war geprägt von einem Geist, der die Überwindung historisch gewachsener Strukturen anstrebte. In diesem Sinne äußerte er sich unter anderem in der Festschrift zur Eröffnung des Flensburger Rathauses (1964).
Auffallend ist die zum Teil geringe Lebensdauer einiger seiner Hauptwerke. Millerntor-Hochhaus und Astra-Turm überdauerten gerade einmal 30 Jahre. Das siebzehnstöckige Flensburger Rathaus wurde 30 Jahre nach seiner Einweihung unter erheblichem finanziellem Aufwand von Grund auf saniert, wobei die Fassade komplett abgetragen wurde. Die neue Fassade erhielt eine völlig andere Farbgebung, um dem Bau ein zeitgemäßeres Äußeres zu geben (1997 eingeweiht). Sein wichtigstes Gebäude das Kraftfahrt-Bundesamt in Flensburg-Mürwik steht aber weitgehend  unverändert bis zum heutigen Tag.

## Schriften
- Riss in der Fassade. Ein Architekt packt aus. überarbeitete Neuauflage, 2011, ISBN 978-3-8442-0254-0.
- Architektur – Baumeisterlichkeit – Wohnlichkeit. In: Architektur, Baukultur, Zukunftsfähigkeit. Schriftenreihe des BDA Hamburg. Knut Reim Verlag, Hamburg 2000.